# Cyphopelta
Cyphopelta is een geslacht van wantsen uit de familie van de Miridae (blindwantsen). Het geslacht werd voor het eerst wetenschappelijk beschreven door Edward Payson Van Duzee in 1910.

## Soorten
Het genus is monotypisch en bevat alleen de volgende soort:

- Cyphopelta modesta Van Duzee, 1910